# Tuoba
Tuoba o Tàbá (en chino tradicional: 拓拔; Wade-Giles: T'o-pa, proto-turco t(a)γb(a)č 𐱃𐰉𐰍𐰲; griego medieval: Taugást /Ταυγὰστ) fue el etnónimo utilizado para denominar a una de las ramas étnicas de los grupos nómadas de la estepa oriental, sin que a día de hoy haya un tácito consenso a la hora de atribuir una procedencia cierta hacia un grupo lingüístico concreto (sea proto-mongol o proto-turco). Aún con todo, tradicionalmente fueron identificadas en las fuentes chinas, como uno de los xìng (姓) más pujantes de los Xianbei, variando su asentamiento a lo largo de la actual Mongolia y Manchuria entre el siglo III y IV d. C.

## Soberanos delxìngentre el 219 y el 377d.C.
| Nombre póstumo | Nombre de familia y nombre chino | Período de Reino  | Nombre de período y su correspondiente rango de años |
| --- | -------------------------------- | ----------------- | ---------------------------------------------------- |
| Tradicionalmente, la cultura sínica establecía un orden de preferencia en torno al nombre póstumo, frente a su nombre de nacimiento, que desglosamos siguiendo dicho orden: |                                  |                   |                                                      |
| Shényuán (神元) | Tuòbá Lìwéi (拓拔力微)           | 219-277           | No existe                                            |
| Zhāng (章) | Tuòbá Xīlù (拓拔悉鹿)            | 277-286           | No existe                                            |
| Píng (平) | Tuòbá Chuò (拓拔綽)              | 286-293           | No existe                                            |
| Sī (思) | Tuòbá Fú (拓拔弗)                | 293-294           | No existe                                            |
| Zhāo (昭) | Tuòbá Lùguān (拓拔祿官)          | 294-307           | No existe                                            |
| Huán (桓) | Tuòbá Yītuō (拓跋猗迤)           | 295-305           | No existe                                            |
| Mù (穆) | Tuòbá Yīlú (拓拔猗盧)            | 295-316           | No existe                                            |
| --(Sin nombre póstumo)-- | Tuòbá Pǔgēn (拓拔普根)           | 316               | No existe                                            |
| Píngwén (平文) | Tuòbá Yùlǜ (拓拔鬱律)            | 317-321           | No existe                                            |
| Huì (惠) | Tuòbá Hèrǔ (拓拔賀傉)            | 321-325           | No existe                                            |
| Yáng (煬) | Tuòbá Hénǎ (拓拔紇那)            | 325-329 y 335-337 | No existe                                            |
| Liè (烈) | Tuòbá Yìhuaí (拓拔翳槐)          | 329-335 y 337-338 | No existe                                            |
| Zhaōchéng (昭成) | Tuòbá Shíyìjiàn (拓拔什翼健)     | 338-377           | Jiànguó (建國) 338-377                               |